# Bandera de Gàmbia
La bandera de Gàmbia fou adoptada formalment el 18 de febrer de 1965 quan es va proclamar la independència.

Dimensions.

Va ser dissenyada per L. Tomasi i simbolitza: Els colors de la bandera tenen significats culturals, polítics i regionals. El blau al·ludeix al riu Gàmbia, que és la característica geogràfica clau de la nació i del qual el país deriva el seu nom. El vermell evoca el sol, donada la proximitat de Gàmbia a l'equador, així com la sabana, mentre que les primes franges blanques representen "unitat i pau". El verd personifica el bosc i els béns agrícoles dels quals el poble gambià depèn en gran manera, tant per a les exportacions com per al seu ús personal.

## Altres banderes

Pavelló dels Establiments Britànics del Africa Occidental (British West Africa Settlements)
Pavelló del governador dels Establiments Britànics del Africa Occidental (British West Africa Settlements)
Pavelló de la colònia i protectorat de Gàmbia del 1888 al 1965
Pavelló del governador de la colònia i protectorat de Gàmbia del 1888 al 1965
Pavelló del governador general de l'estat de Gàmbia del 1965 al 1970
Estendard del president de la República del Gàmbia i després bandera de vehicle dels ambaixadors de la República del Gàmbia
Estendard del president de la República del Gàmbia